# Labium brevicorne
Labium brevicorne là một loài tò vò trong họ Ichneumonidae.